# Phyllium philippinicum
Phyllium philippinicum is een insect uit de orde Phasmatodea en de familie Phylliidae. De wetenschappelijke naam van deze soort is voor het eerst geldig gepubliceerd in 2009 door Hennemann, Conle, Gottardo & Bresseel.